# Road agent’s spin
Road agent’s spin (z ang. „obrocik” rabusia dyliżansów) – trik rewolwerowców Dzikiego Zachodu, polegający na pozornym poddaniu rewolweru, który nadal znajduje się w wyciągniętej dłoni jego właściciela, z palcem wskazującym zahaczonym o kabłąk (obramowanie ochronne cyngla).
W ostatniej chwili, kiedy rozbrajający już sięga po podawany mu rewolwer, który tradycyjnie jest obrócony „do góry nogami”, uchwytem w kierunku rozbrajającego, rewolwerowiec pozorujący poddanie się wykonuje szybki ruch obrotowy tym pistoletem, co skutkuje skierowaniem lufy w kierunku przeciwnika, a sam rewolwer ponownie usytuowany naturalnie w ręku, w pozycji gotowej do strzału, często oddawanego w tej chwili.